# Bogdan Mach
Bogdan  Wojciech  Mach (ur. 1952) – polski socjolog i politolog specjalizujący się w socjologii struktur i nierówności społecznych, profesor nauk humanistycznych, nauczyciel akademicki.

## Życiorys
Pracownik naukowy (profesor) w Instytucie Studiów Politycznych PAN (kierownik Zakładu Systemów Społeczno-Politycznych w tymże) i profesor w Collegium Civitas w Warszawie.
Stypendysta w Max-Planck-Institut für Bildungsforschung w Berlinie i na Uniwersytecie Stanforda. Profesor wizytujący na Uniwersytecie Johnsa Hopkinsa w Baltimore. Autor licznych książek i artykułów naukowych z zakresu socjologii i politologii.
Członek  Komitetu Narodowego do Spraw Współpracy z Europejską Fundacją Nauki Prezydium Polskiej Akademii Nauk i Komisji do spraw Grupy Nauk Humanistycznych i Społecznych przy Ministerstwie Nauki i Szkolnictwa Wyższego. Zasiadł w Radzie Centrum Badania Opinii Społecznej (CBOS).
Został członkiem komitetu naukowego II i III Konferencji Smoleńskiej z lat 2013, 2014, społecznej grupy skupiającej badaczy katastrofy samolotu Tu-154 w Smoleńsku z 10 kwietnia 2010.

## Wybrane publikacje
- Social mobility in Europe, Oxford University Press, Oxford-New York 2012
- O życiu publicznym, kulturze i innych sprawach, Collegium Civitas Press, Warszawa 2007 (redakcja wraz z Edmundem Wnuk-Lipińskim)
- Transformacja systemu a trajektorie życiowe młodych pokoleń, IFiS PAN, Warszawa 2005
- Pokolenie historycznej nadziei i codziennego ryzyka. Społeczne losy osiemnastolatków z roku 1989, ISP PAN, Warszawa 2003
- Transformacja ustrojowa a mentalne dziedzictwo socjalizmu, ISP PAN, Warszawa 1998
- Funkcja i działanie. Systemowa koncepcja ruchliwości społecznej, Państwowe Wydawnictwo Naukowe, Zielona Góra 1989
- Systemowe funkcje ruchliwości społecznej w Polsce, IFiS PAN, Warszawa 1986  (z Włodzimierzem Wesołowskim)
- Ruchliwość a teoria struktury społecznej, Państwowe Wydawnictwo Naukowe, Zielona Góra 1982 (z Włodzimierzem Wesołowskim)